# Sjul Svensson
Sjul Svensson, född 13 december 1799 i Överhogdal, död 24 september 1902 i Överhogdal, var en svensk hemmansägare som vid sin död var landets äldsta man, samt den näst äldsta levande personen efter Ingrid Klar (född 1798).

## Biografi
Svensson föddes 1799 som son till Sven Esbjörnsson och dennes hustru Sonne Sjulsdotter på gården Svens i Överhogdals kyrkby. Fadern Sven var bonde, och gården togs så småningom över av Sjuls äldre bror Esbjörn. Svensson idkade handel i sina yngre dagar; som 17-åring hade han gjort en lyckad hästaffär, på vilken han tjänade 10 riksdaler. Efter detta började han handla med fågel, skinn och smör i Stockholm, kreatur i Gävle, lin i Norge, m.m. Tack vare handeln kunde han 1831 köpa sig ett hemman för 1500 riksdaler. I samband med detta gifte han sig 4 april 1831 med Märtha Larsdotter (f. 1810). Makarna fick tio barn, varav sju fanns i livet vid hans död. Svensson var vetgirig och var i Överhogdal under en period den ende egentligt skrivkunnige, vilket gjorde honom till sockenskrivare. Han hade också roller som nämndeman och fjärdingsman i Överhogdal.
Sjul Svensson hade vid sin hundrade födelsedag 7 barn, 15 barnbarn och 2 barnbarnsbarn. Vid den tiden var synen och hörseln försvagade, men han var ännu livlig till sinnes. Han beskrevs som glad och förnöjsam, och berättade gärna om sitt liv och sina resor.